# Bertil Bernadotte
Bertil Bernadotte, książę Halland (Bertil Gustaf Oskar Carl Eugén Bernadotte, ur. 28 lutego 1912 w Sztokholmie, zm. 5 stycznia 1997 w Djurgården) – członek szwedzkiej rodziny królewskiej, syn króla Szwecji Gustawa VI Adolfa Bernadotte i jego pierwszej żony, księżnej Małgorzaty Bernadotte.

## Powiązania rodzinne i edukacja
Książę Bertil urodził się 28 lutego 1912 w Sztokholmie. Był synem króla Szwecji Gustawa VI Adolfa i jego pierwszej małżonki, księżnej Małgorzaty Bernadotte, pochodzącej z brytyjskiej rodziny królewskiej. Jego dziadkami byli ze strony ojca król Szwecji Gustaw V Bernadotte i królowa Wiktoria Bernadotte, a ze strony matki Artur, książę Connaught i Strathearn i Luiza Małgorzata, księżna Connaught. Był prawnukiem królowej Wiktorii Hanowerskiej. Był bratem księcia Västerbotten Gustawa Adolfa Bernadotte (ur. 1906, zg. 1947), księcia Uplland Sigvarda Bernadotte (ur. 1907, zm. 2002), królowej Danii Ingrid Glucksburg (ur. 1910, zm. 2000) i księcia Dalarny Karola Jana Bernadotte (ur. 1916, zm. 2012). Jego macochą była królowa Szwecji Ludwika Bernadotte.
Edukację początkowo odbierał w pałacu królewskim, ale decyzją rodziców w wieku dwunastu lat zaczął uczęszczać do szkoły w Sztokholmie, tak jak jego starsze rodzeństwo. Był dyslektykiem. Po ukończeniu nauki wstąpił do armii i zaczął wykonywać królewskie obowiązki. W młodości uprawiał łyżwiarstwo.
W 1920, kiedy miał osiem lat, zmarła jego matka. Ojciec ożenił się ponownie w 1923 z ciotką księcia Edynburga, Filipa Mountbatten, Ludwiką. Według relacji, królowa Ludwika miała dobry kontakt ze swoimi pasierbami, a potem także z ich dziećmi. W 1950 jego ojciec został królem Szwecji.

## Członek rodziny książęcej
Książę otrzymał przy narodzinach tytuł księcia Halland, noszony w średniowieczu przez różnych szwedzkich i duńskich krewnych. Zajmował dalsze miejsce w linii sukcesji tronu Szwecji, ponieważ miał dwóch starszych braci. Pierwszy z nich, książę Gustaw Adolf, zginął jednak w katastrofie lotniczej w 1947, pozostawiając zaledwie rocznego syna, Karola Gustawa. Drugi z braci, hrabia Sigvard Bernadotte, utracił swoje prawa sukcesji z powodu niezaakceptowanego w rodzinie królewskiej małżeństwa z Eriką Marią Patzek. Istniała więc możliwość, że w przypadku nagłej śmierci ojca, króla Gustawa VI Adolfa, książę Bertil zacznie sprawować władzę w imieniu swojego małoletniego bratanka.
Z tego powodu Bertil nie poślubił Lillian Davies, brytyjskiej modelki, z którą od 1943 utrzymywał romans. Nie otrzymał pozwolenia króla na ślub, ponieważ jego wybranka nie miała arystokratycznego pochodzenia. Postąpienie wbrew rozkazowi ojca groziło Bertilowi utratą praw do dziedziczenia tronu. Książę nie został jednak nigdy ani regentem, ani królem. Jego ojciec zmarł w 1973 i wówczas pełnoletni już Karol Gustaw objął szwedzki tron jako król Karol XVI Gustaw.
Książę Bertil zajął wówczas pierwsze miejsce w linii sukcesji narodowego tronu i utrzymał je aż do narodzin syna króla Karola, księcia Värmland Karola Filipa, który został nowym następcą tronu (pomimo że król miał wcześniej urodzoną córkę, księżną Wiktorię). W 1980 zmieniono prawa dziedziczenia tronu Szwecji, ograniczając dziedziców wyłącznie do potomków króla Karola XVI Gustawa i ustalając absolutną primogeniturę. Nową następczynią króla została księżna Wiktoria, a dla Bertila poczyniono wyjątek i wpisano go na ostatnie miejsce listy.
Książę słynął z zamiłowania do motoryzacji. W 1963 w Nowej Szkocji w Kanadzie otworzył Volvo Halifax Assembly. Interesował się tenisem, był członkiem organizacji nurków. Współpracował ze Szwedzkim Komitetem Olimpijskim i Szwedzką Konfederacją Sportową. Ponadto uczestniczył w licznych zagranicznych podróżach, w których reprezentował rodzinę królewską, a w czasie nieobecności w państwie króla Karola XVI Gustawa to on pełnił obowiązki jego zastępcy.

## Małżeństwo
W 1934 poprosił swojego dziadka o zgodę na ślub z młodą kobietą, Małgorzatą Brambeck. Poślubienie osoby, niemającej arystokratycznego pochodzenia, niezależnie od zgody króla, oznaczało utratę miejsca w linii sukcesji szwedzkiego tronu. Ponieważ dwaj bracia księcia i jego kuzyn w krótkim czasie postąpili tak i pozbyli się swoich praw do dziedziczenia władzy w państwie, król nie wyraził zgody na utratę kolejnego dziedzica i wysłał go do Paryża, gdzie pracował w armii i miał zapomnieć o związku z Brambeck.
Podczas pobytu w Londynie w 1943 poznał Lillian Davies, walijską modelkę, hostessę w nocnym klubie i żonę brytyjskiego aktora Waltera Ivana Craiga. Para w krótkim czasie rozpoczęła romans, a Davies, która pozostawała w separacji z mężem od dłuższego czasu, otrzymała rozwód w 1945. W tym czasie książę Bertil i jego bratanek, książę Karol Gustaw byli jedynymi osobami, mającymi prawo do dziedziczenia tronu Szwecji po królu Gustawie VI Adolfie. Karol Gustaw był jednak nieletni, jego ojciec zginął w katastrofie lotniczej w Danii w 1947. To spowodowało, że w przypadku śmierci ojca przed osiągnięciem pełnoletności przez księcia Karola Gustawa, władzę w państwie jako regent objąłby książę Bertil. W tej sytuacji nie mogło dojść do jego ślubu z Davies, bo utraciłby miejsce w linii sukcesji szwedzkiego tronu i rodzina królewska ograniczyłaby się do trzech osób. Poprosił swoją wybrankę, by poczekała. Ich znajomość stała się jedną z największych historii miłosnych w kraju. Książę pozostał w związku z Brytyjką, kupili wspólne mieszkanie. Umówili się z prasą, że ta nie będzie pisać o ich zażyłości, a pewnego dnia opowiedzą całą swoją historię.
Król Gustaw VI Adolf dożył jednak sędziwego wieku, a w chwili śmierci w 1973 jego następca, wnuk i przyszły król Karol XVI Gustaw miał dwadzieścia pięć lat i mógł samodzielnie sprawować władzę. W 1976 król, sam poślubiony kobiecie niemającej arystokratycznego pochodzenia, wyraził zgodę na małżeństwo księcia Halland z Davies. Bertil i Lillian wzięli ślub 7 grudnia 1976, kiedy książę miał sześćdziesiąt jeden lat, po trzydziestu latach związku. Bernadotte postanowieniem Karola XVI Gustawa zachował tytuł „Jego Królewskiej Wysokości Księcia Halland” i wszystkie przywileje, a jego żona otrzymała godność „księżnej Halland”. Para nie doczekała się potomków.

## Ostatnie lata życia
Książę Bertil zaczął mieć problemy zdrowotne, kiedy skończył osiemdziesiąt lat. Choroby serca i płuc zmusiły go do zaprzestania wykonywania części swoich obowiązków, a złamanie biodra w 1994 spowodowało znaczne ograniczenia w jego życiu. Po raz ostatni pojawił się publicznie na obchodach urodzin księżnej Wiktorii w lipcu 1995. Zmarł 5 stycznia 1997 w swoim domu w Sztokholmie, trzymając za rękę księżną Lillian. Uroczystości pogrzebowe księcia odbyły się 13 stycznia w Sztokholmie. Wśród przybyłych gości znaleźli się przedstawiciele licznych królewskich rodzin europejskich, w tym przywódcy państw: Paola (królowa Belgii), Józefina Charlotta, Małgorzata II (królowa Danii), Konstantyn II (król Grecji). Książę został pochowany w Haga Park.
Księżna Lillian przejęła większość jego obowiązków i patronatów. Zmarła 10 marca 2013 w wieku dziewięćdziesięciu siedmiu lat.